# Мостовий Петро Кузьмич
Петро Кузьмич Мостовий (12 липня 1923 року, с. Великий Кобелячок (у XIX ст. там був хутір Мостовий), Новосанжарський район, Полтавська область, УРСР  – 28 липня 2010 року, Полтавська область, Україна) — учитель, письменник, поет, воїн Другої світової війни. Член Спілки письменників СРСР та Спілки письменників УРСР [Архівовано 20 травня 2017 у Wayback Machine.] (з 1974 року). Лауреат премії імені професора А. Зайкевича, Полтавської обласної премії ім. П. Мирного (2003).

## Біографія
Народився письменник у багатодітній селянській родині. Батько – Кузьма Олексійович (інвалід з громадянської війни) та мама – Ганна Корніївна були хліборобами.
Петро старанно навчався в школі. Мріяв стати вчителем. Після закінчення десятирічки та учительських курсів з вересня 1941 року він, за призначенням, мав працювати у Бредунівській семирічній школі (Новосанжарський район).
Мирне життя перекреслила війна, вісімнадцятирічний юнак став солдатом.
З липня 1941 року Петро Мостовий – курсант Харківського авіаційного училища, разом з побратимами захищав Харків і Харківську область від фашистської навали.  Отримав  поранення. Воював на Південно-Західному і Сталінградському фронтах, був командиром взводу снайперів 1379-го стрілецького полку 87-ї гвардійської дивізії 62-ї армії.
Під час вуличних боїв у Сталінграді 19-річний лейтенант командував штурмовою групою, котра обороняла Мамаїв курган, селище Спартаківку, завод «Барикади».
28 жовтня 1942 року Петро Кузьмич був тяжко поранений у праву ногу. Після тривалого лікування його демобілізували як інваліда війни першої групи.

### Нагороди фронтові

#### Ордени
- Вітчизняної війни I ступеня;
- Слави 3-го ступеня;
- Червоної зірки.

#### Медалі
- «За бойові заслуги»;
- «За відвагу»;
- «За оборону Сталінграда».

іншими двадцятьма медалями та знаками.
Після війни закінчив філологічний факультет Полтавського педагогічного інституту імені В. Г. Короленка (1948 рік), майже сорок років працював учителем української мови та літератури в школах Полтавщини.
Відкрив у Лубнах літературний музей «Письменники Лубенщини».

### Нагороди за  працю

#### Медалі
- «За трудову доблесть»;
- «Ветеран праці».

#### Грамоти
- Міністерства освіти УРСР;
- Обласного та районного відділів освіти.

## Творчість
Перший вірш п'янадцятирічного школяра «Осінь» був надрукований у новосанжарській районній газеті 1938 року.
Під час війни поезії, нариси, кореспонденції Мостового друкувалися на сторінках фронтових газет «За Советскую Родину», «Сталинградская правда» та інших.
Працюючи вчителем, Петро Кузьмич брав активну участь у роботі літературної студії при редакції Лубенської районної газети, писав вірші для дітей. Їх друкували дитячі газети і журнали, як поета його благословили у світ відомі українські письменники Наталя Забіла і Грицько Бойко.
В антології літератури для дітей та юнацтва (2005 рік) відмічається:
«Тривала праця в школі дала П. Мостовому багато вражень і спостережень від спілкування з дітьми. Свою творчість він присвятив переважно юним читачам».
Дитячі твори П. Мостового перекладені болгарською, литовською, польською, російською, таджицькою мовами. Читачів зарубіжжя його дитячі поезії приваблюють і захоплюють тонким гумором, легко читаються і запам'ятовуються. Вони моральні, гуманні, емоційні.

### Збірники віршів та оповідань для дітей і юнацтва
- «Як побились гарбузи» (1961);
- «Грає одуд на дуду» (1965);
- «Лісові радисти» ( 1968);
- «Глечик з медом» (1970);
- «Киця їсти подає» (1973);
- «Веселка над Сулою» (1979);
- «Максимко» (1981);
- «В саду вишневому дзвіночки» (1982);
- «Малий снайпер» (1986);
- «Два сонечка я знаю» (1995);
- «Порятує любов» (2000);
- «Материнська пісня» (2002);
- «Хліб мій насущний» (2007);

### Книги про жінок Полтавщини
- «Ланкова» (1984[4]);
- «Світанки над Сулою»[5] (1987);
- «Мамині рушники» (1993).

### Фронтова тематика у творах
- «Волгоград»;
- «Екзамен»;
- «Жарке літо 1942».
- "Краю, мій рідний»;
- «Ми йшли до тебе, Перемого»;
- «Ні кроку назад»;
- «Пісні Перемоги»;
- «Рядки, обпалені війною»;
- «Срібне крило»;

### Твори
- Мостовий П. К. Материнська пісня : вірші / П. К. Мостовий. – Лубни: Лубни, 2002. – 59 с.
- Мостовий П. К. Порятує любов : вірші різних років / П. К. Мостовий. – Лубни: Лубни, 2000. – 41 с.
- Мостовий П. К. Світанки над Сулою : худ.-документальна повість / П. К. Мостовий. – Харків: Прапор, 1987. – 86 с.
- Мостовий П. К. Хліб наш насущний : повість / П. К. Мостовий. – Лубни : Лубни, 2007. – 70 с.
- Мостовий П. Ланкова / П. Мостовий : нарис. - Харків : Прапор, 1984. - 62 с.
- Петро Мостовий : [коротка біографія, вірші] // Дивосвіт "Веселки" : антологія літератури для дітей та юнацтва : у 3-х т. – К., 2005. – Т. 2. – С. 556-557.
- Петро Мостовий : [коротка біографія, оповідання "Тяжка звістка"]  // Калинове гроно : антологія прози і драматургії полтавських літераторів XX ст. – Полтава, 2006. – С.419-423[6].
- Сяйво рідного слова : збірка творів письменників Лубенщини: [в т. ч. П. К. Мостового] / упоряд. О. Міщенко . – Лубни : Лубни, 2009. – 152 с.

### Про життя і творчість
- Баклай Н. Петро Мостовий / Н. Баклай // Літературні постаті  Лубенщини / Н. Баклай. – Лубни, 2013. – С. 50.
- Гаран О. Петро Мостовий / О. Гаран // Літературна Україна. – 2010. – 12 серп. – С. 2.
- Дяченко А. Друге дихання поета / А. Дяченко // Зоря Полтавщини. – 2008. – 30 лип. – С. 3.
- Дяченко А. Петрові Мостовому – 80 / А. Дяченко // Літературна Україна. – 2003. – 21 серп. – С. 6.
- Косиченко Л. Лауреати премії ім. П. Мирного / Л. Косиченко // Урядовий кур'єр. – 2003. – 26 черв. – С. 24.
- Літературна карта Новосанжарського району // Антологія краєзнавства Полтавщини : Науково-методичний посібник / За ред. П.І. Матвієнка. - Полтава: ПОІППО, 2005. - С. 93.[7]
- Михась О. Слово про П. К. Мостового / О. Михась // Ліра. – 2011. – № 8. – С. 9.
- Мостовий Петро Кузьмич // "Слава нащадками множиться": лауреати обл. премії ім. П. Мирного: біобібліогр. покажчик. – Полтава, 2014. – С. 20[8].
- Пам'яті солдата, учителя, поета // Лубенщина. – 2010. – 31 лип. – С. 6.
- Петро Мостовий // Письменники України : біобібліографічний довідник. – К., 2006. – С. 277[9].
- Руденко Л. Наші серця – з Учителем / Л. Руденко // Літературна Україна. – 2008. – 31 лип. – С. 2.